# Batalha de Cravant

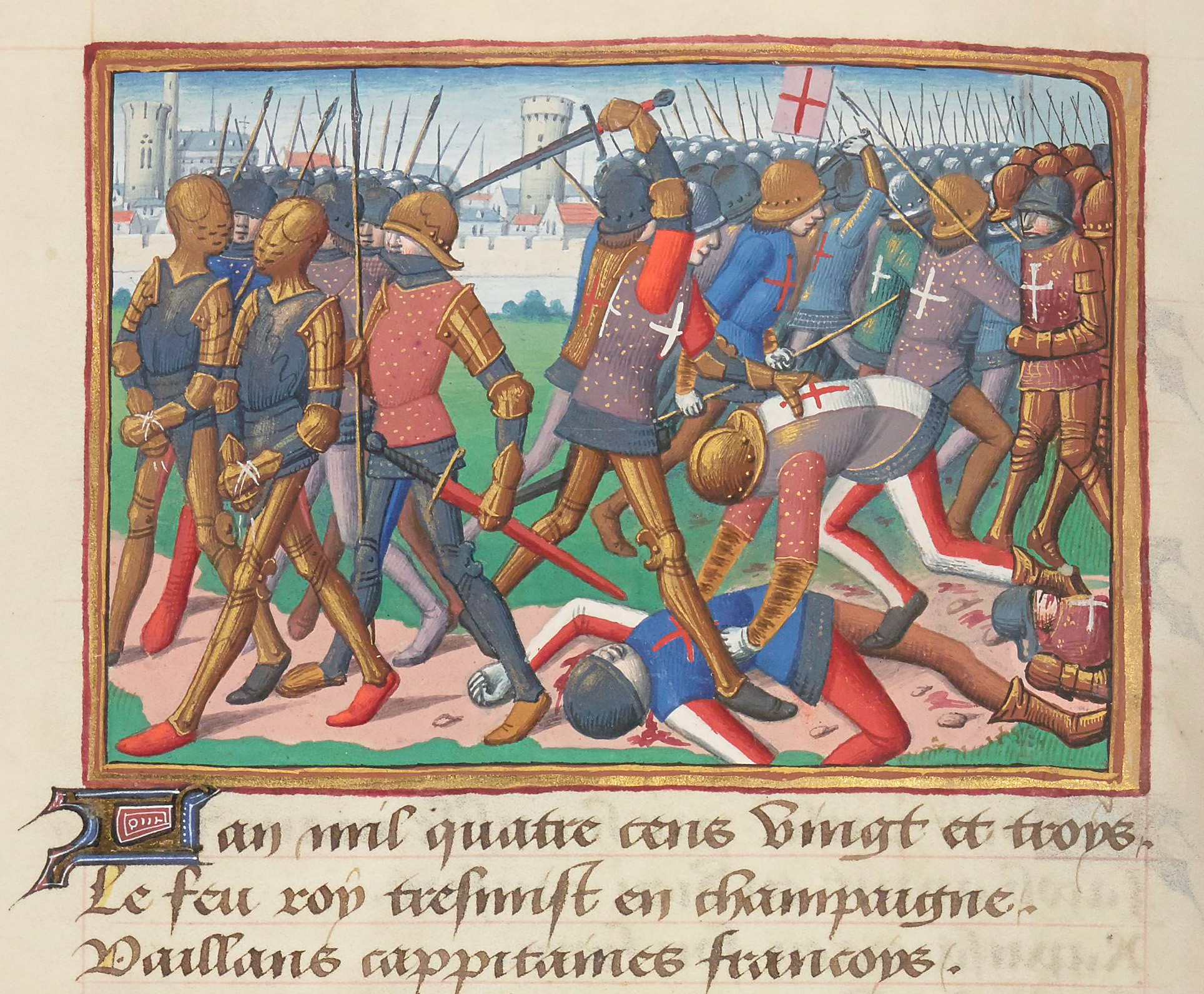
A Batalha de Cravant, de Martial d'Auvergne, miniatura das Vigiles de Charles VII (século XV)

A Batalha de Cravant foi travada em 31 de julho de 1423, durante a Guerra dos Cem Anos entre as forças inglesas e francesas na vila de Cravant na Borgonha, em uma ponte e vau nas margens do rio Yonne, um afluente da margem esquerda do Sena, a sudeste de Auxerre. A batalha terminou com uma vitória para os ingleses e seus aliados do Borguinhões.

## Antecedentes
Após o Tratado de Troyes (1420), o rei da Inglaterra foi autorizado a ocupar todo o norte da França, nos territórios ao norte do Loire. Em 1422, com a morte repentina de Henrique V e a ascensão ao trono de um rei criança, Henrique VI, as hostilidades recomeçaram.
No início do verão de 1423, os aliados anglo-burgúndios juntaram-se a Auxerre para enfrentar um exército do Delfim Carlos, que marchava para a Borgonha, a caminho de Bourges. A referida força consistia em um grande número de soldados escoceses, liderados por John Stewart, conde de Buchan. As duas hostes inimigas se encontraram na vila de Cravant e cruzaram as margens do rio Yonne, um afluente da margem esquerda do Sena, a sudeste de Auxerre.
As forças do Delfim se estabeleceram em uma margem, esmagando os anglo-borgonheses presentes na margem oposta (a proporção era de 2:1). Este último contava com cerca de 4 000 homens, liderados por Thomas Montacute, 4º Conde de Salisbury.

## A batalha
Por três horas as forças opostas se enfrentaram sem tentar cruzar o rio. Por fim, Salisbury tomou a iniciativa e seu exército começou a cruzar o riacho, que chegava à cintura e tinha cerca de 50 metros de largura; isso aconteceu sob a cobertura de uma saraivada de flechas disparadas por arqueiros ingleses. Enquanto isso, outra força inglesa comandada por Lord Willoughby de Eresby abriu caminho através do contingente escocês, cruzando uma ponte estreita e dividindo o exército do Delfim.
Quando as forças francesas começaram a recuar, os escoceses se recusaram a fugir e foram dizimados. Cerca de 3 000 deles caíram na cabeça da ponte ou ao longo das margens do rio e mais de 2 000 foram feitos prisioneiros, incluindo o conde de Buchan, que foi capturado pelo marechal Claude de Chastellux. As forças do Dauphin retiraram-se através do Loire, deixando para trás muitos prisioneiros e cerca de 6 000 mortos.

## Consequências
O sucesso em Cravant foi o primeiro de um exército conjunto inglês e borgonhês. Apesar disso, os aliados raramente lutaram juntos e geralmente operavam separadamente uns dos outros. Os Dolphinists sofreram uma derrota ainda maior no ano seguinte na Batalha de Verneuil.